# هانس درش
هانس درش (به انگلیسی: Hans Dersch) (زادهٔ ۲۵ دسامبر ۱۹۶۷) شناگر اهل ایالات متحده آمریکا است. کتاب «بدون حد و مرز» زندگی‌نامه خودنوشت مایکل فلپس است. او مجموعاً شانزده مدال المپیک کسب کرده که چهارده‌تای آنها طلا و دو مدال، برنز است. هفت رکورد جهانی را شکسته‌است و بیش از بیست مدال در رقابت‌های جهانی به‌دست آورده‌است.